# جرج لیتن
جرج لِیتن (انگلیسی: George Layton؛ زادهٔ ۲ مارس ۱۹۴۳) کارگردان نمایش، بازیگر، فیلم‌نامه‌نویس و نویسنده اهل بریتانیا است. وی از سال ۱۹۶۴ میلادی تاکنون مشغول فعالیت بوده‌است.
از فیلم‌ها یا مجموعه‌های تلویزیونی که وی در آن‌ها نقش داشته است، می‌توان به دکتربعدازاین اشاره نمود.